# 福本塁
福本 塁（ふくもと るい）は、日本の都市研究者。専門は都市計画、まちづくり、コミュニティデザイン、都市防災、教材開発。長岡造形大学造形学部建築・環境デザイン学科助教。

## 来歴
東京大学の横張真研究室において、東日本大震災における被災地域である宮城県岩沼市および名取市を対象に地域の自律的な復旧に寄与する企業の特徴の一端を解明し、博士号（博士（工学）)を2018年に取得した。
震災の現地支援の体験から、「自宅でできる、個人の生活目線に基づいた防災訓練」「防災のための地域のコミュニケーション」の必要性を感じ、そのためのツールとして「防災トランプ」を発案した。2018年4月より長岡造形大学の助教となる。